# Episodi di Roar (serie televisiva 2022)
La prima stagione della serie televisiva Roar, composta da otto episodi, è stata distribuita il 15 aprile 2022 sulla piattaforma di video on demand Apple TV+, in tutti i paesi in cui il servizio è disponibile.
| nº | Titolo originale                           | Titolo italiano                         | Pubblicazione  |
| -- | ------------------------------------------ | --------------------------------------- | -------------- |
| 1  | The Woman Who Disappeared                  | La donna che scompariva                 | 15 aprile 2022 |
| 2  | The Woman Who Ate Photographs              | La donna che mangiava fotografie        | 15 aprile 2022 |
| 3  | The Woman Who Was Kept on a Shelf          | La donna che era tenuta su uno scaffale | 15 aprile 2022 |
| 4  | The Woman Who Found Bite Marks on Her Skin | La donna con i morsi sulla pelle        | 15 aprile 2022 |
| 5  | The Woman Who Was Fed By a Duck            | La donna nutrita da un'anatra           | 15 aprile 2022 |
| 6  | The Woman Who Solved Her Own Murder        | La donna che ha risolto il suo omicidio | 15 aprile 2022 |
| 7  | The Woman Who Returned Her Husband         | La donna che ha restituito suo marito   | 15 aprile 2022 |
| 8  | The Girl Who Loved Horses                  | La ragazza che amava i cavalli          | 15 aprile 2022 |

## La donna che scompariva
- Titolo originale: The Woman Who Disappeared
- Diretto da: Channing Godfrey Peoples
- Scritto da: Janine Nabers (sceneggiatura)

### Trama
- Durata: 32 minuti

## La donna che mangiava fotografie
- Titolo originale: The Woman Who Ate Photographs
- Diretto da: Kim Gehrig
- Scritto da: Liz Flahive

### Trama
- Durata: 39 minuti

## La donna che era tenuta su uno scaffale
- Titolo originale: The Woman Who Was Kept on a Shelf
- Diretto da: So Yong Kim
- Scritto da: Liz Flahive e Carly Mensch

### Trama
- Durata: 33 minuti

## La donna con i morsi sulla pelle
- Titolo originale: The Woman Who Found Bite Marks on Her Skin
- Diretto da: Rashida Jones
- Scritto da: Liz Flahive e Carly Mensch

### Trama
- Durata: 31 minuti

## La donna nutrita da un'anatra
- Titolo originale: The Woman Who Was Fed By a Duck
- Diretto da: Liz Flahive
- Scritto da: Halley Feiffer (sceneggiatura)

### Trama
- Durata: 37 minuti

## La donna che ha risolto il suo omicidio
- Titolo originale: The Woman Who Solved Her Own Murder
- Diretto da: Anya Adams
- Scritto da: Liz Flahive e Carly Mensch

### Trama
- Durata: 34 minuti

## La donna che ha restituito suo marito
- Titolo originale: The Woman Who Returned Her Husband
- Diretto da: Quyen Tran
- Scritto da: Vera Santamaria (sceneggiatura)

### Trama
- Durata: 31 minuti

## La ragazza che amava i cavalli
- Titolo originale: The Girl Who Loved Horses
- Diretto da: So Yong Kim
- Scritto da: Carly Mensch

### Trama
- Durata: 30 minuti